# Arno Schellenberg
Arno Schellenberg (Berlín, 16 de novembre, 1903 – Dresden (Saxònia), 20 de març, 1983), va ser un cantant d'òpera (baríton líric) i professor de cant alemany.

## Biografia
Arno Schellenberg va començar els seus estudis de cant l'any 1926 a l'Escola Acadèmica de Música de Berlín-Charlottenburg. Durant els seus estudis, per exemple, va aparèixer com a Hans Heiling a l'òpera Hans Heiling de Heinrich Marschner el 1928. Un dels seus professors va ser Julius von Raatz-Brockmann (1870–1944). Schellenberg va debutar com a cantant l'any 1929 a l'Òpera de Düsseldorf. De 1930 a 1931 va estar compromès a l'Òpera de Colònia. De 1931 a 1932 va actuar com a primer baríton a l'Òpera de Königsberg abans de ser contractat per Fritz Busch a l'Òpera Estatal Saxona de Dresden el 1932. A la dècada de 1930, se li va concedir el títol de Kammersänger com el cantant més jove d'Alemanya en aquell moment, i en els anys següents es va convertir en un dels cantants principals de la Semperoper de Dresden. El 1944, Schellenberg estava a la llista dels beneïts pel Ministeri de la Il·lustració Pública i la Propaganda del Déu del Reich.
Després del final de la Segona Guerra Mundial, va ser un dels artistes que va tenir un paper clau en la reconstrucció de la vida musical de Dresden. A la primera representació d'òpera a Dresden després de la guerra –Les noces de Fígaro de Mozart el 10 d'agost de 1945 sota la direcció musical de Joseph Keilberth a la "Tonhalle" (avui Kleines Haus) a la "Glacisstraße– Schellenberg" va assumir el paper del comte Almaviva. Va romandre a la "Semperoper" fins al 1949, però també va actuar a l'estranger, fins i tot a Itàlia i Àustria. Entre els seus col·legues incloïen Elfride Trötschel, Theo Adam i Rudolf Schock.
El 1950, Schellenberg, juntament amb Hanns Eisler i Rudolf Wagner-Régeny, va formar part de la primera càtedra a l'Acadèmia de Música Hanns Eisler de Berlín, on va ensenyar cant. El 1966, Schellenberg va acabar la seva carrera de cantant i va rebre una càtedra a l'Acadèmia de Música Carl Maria von Weber de Dresden. Entre els seus estudiants hi havia Reiner Goldberg i Hans-Joachim Ketelsen. El 1968, l'Òpera Estatal de Saxon el va nomenar membre d'honor.
Arno Schellenberg va morir a Dresden el 1983. La seva tomba es troba al cementiri forestal de Weißer Hirsch. Després de 1945, Schellenberg va viure a la Villa Turmeck, que es va construir al voltant de 1900, al districte de Dresden de Weißer Hirsch a Bautzner Landstraße 46. La casa era originalment propietat de la família Behrens, la filla de la qual Renate (1912–1981), una cantant d'òpera, es va casar amb Schellenberg. Després de la mort de Schellenberg, la casa va estar habitada durant poc temps i està buida des de principis dels anys noranta. L'any 2014, la vila va ser reformada i ara serveix com a edifici d'apartaments.
L'any 1999, un carrer de Dresden-Nickern va rebre el nom d'Arno-Schellenberg-Straße.

## Actuacions
Schellenberg va actuar com a cantant d'òpera, però també va oferir recitals de cançons habituals des dels anys trenta. Va treballar amb Richard Strauss, entre d'altres, i va interpretar obres de Carl Loewe i Robert Schumann. Algunes de les seves actuacions han estat publicades en gravacions. Va ser apreciat pels seus contemporanis per la seva intensa interpretació.

## Rols (selecció)
- Gioachino Rossini – El barber de Sevilla (1937), Rol: Figaro
- Richard Wagner – Die Meistersinger von Nürnberg (1938), Rol: Kothner
- Carl Maria von Weber – Der Freischütz (1944), Rol: Ottokar
- Wolfgang Amadeus Mozart – Les noces de Figaro (1945), Rol: Comte Almaviva
- Albert Lortzing – Der Waffenschmied (1946), Rol: Comte von Liebenau
- Albert Lortzing – Der Wildschütz (1948), Rol: Comte von Ebersbach
- Wolfgang Amadeus Mozart – La flauta màgica (1949), Rol: Papageno
- Richard Strauss – Der Rosenkavalier, Rol: Senyoriter
- Giuseppe Verdi – Falstaff, Rol: Ford
- Richard Strauss – Daphne, Rol: Adrast (1. Schäfer)
- Daniel-François-Esprit Auber – Fra Diavolo, Rol: Lord Kookburn, un anglès viatger
- Gaetano Donizetti – Don Pasquale, Rol: Dr. Malatesta

## Ràdio
- Visitant Arno Schellenberg: Portrait, 28 de febrer de 1966